# Blåskade
Blåskade (Cyanopica cyanus) er en kragefugl, der lever i det østlige Asien.